# بليسانتون (كاليفورنيا)
بليسانتون (بالإنجليزية: Pleasanton)‏ هي إحدى مدن مقاطعة ألاميدا، كاليفورنيا. تم إعطاءها لقب مدينة في 18 يونيو، 1894.

## التركيبة السكانية
حدّد مكتب تعداد الولايات المتحدة بيانات التركيبة السكانية لبليسانتون في تعداد الولايات المتحدة. في ما يلي، التركيبة السكانية حسب تعدادي 2000 و2010.

### تعداد عام 2000
بلغ عدد سكان بليسانتون 63,654 نسمة بحسب تعداد عام 2000، وبلغ عدد الأسر 23,311 أسرة وعدد العائلات 17,395 عائلة مقيمة في المدينة. في حين سجلت الكثافة السكانية 1,012.8 نسمة لكل كيلومتر مربع (2,623.1/ميل2). وبلغ عدد الوحدات السكنية 23,968 وحدة بمتوسط كثافة قدره 381.4 لكل كيلومتر مربع (987.8/ميل2).
وتوزع التركيب العرقي للمدينة بنسبة 80.44% من البيض و1.38% من الأمريكيين الأفارقة و0.33% من الأمريكيين الأصليين و11.69% من الأمريكيين ذوي الأصول الآسيوية و0.13% من سكان جزر المحيط الهادئ و2.35% من الأعراق الأخرى و3.68% من عرقين مختلطين أو أكثر و7.87% من الهسبانيون أو اللاتينيون من أي عرق.
بلغ عدد الأسر 23,311 أسرة كانت نسبة 42.5% منها لديها أطفال تحت سن الثامنة عشر تعيش معهم، وبلغت نسبة الأزواج القاطنين مع بعضهم البعض 63.7% من أصل المجموع الكلي للأسر، ونسبة 7.8% من الأسر كان لديها معيلات من الإناث دون وجود شريك، بينما كانت نسبة 3.1% من الأسر لديها معيلون من الذكور دون وجود شريكة وكانت نسبة 25.4% من غير العائلات. تألفت نسبة 19.3% من أصل جميع الأسر من عدة أفراد يعيشون في نفس المنزل ونسبة 5.2% كانت تتألف من شخص يعيش بمفرده يبلغ من العمر 65 عاماً أو أكثر. وبلغ متوسط حجم الأسرة المعيشية 2.72، أما متوسط حجم العائلات فبلغ 3.15.
بلغ العمر الوسطي للسكان 36.9 عاماً. وكانت نسبة 28.2% من القاطنين تحت سن الثامنة عشر، وكانت نسبة 5.5% بين الثامنة عشر والرابعة والعشرين عاماً، ونسبة 33.4% كانت واقعةً في الفئة العمرية ما بين الخامسة والعشرين والرابعة والأربعين عاماً، ونسبة 25.3% كانت ما بين الخامسة والأربعين والرابعة والستين، ونسبة 7.3% كانت ضمن فئة الخامسة والستين عاماً فما فوق. يوجد لكل 100 أنثى 96.9 ذكر، ويوجد لكل 100 أنثى في الثامنة عشر من عمرها فما فوق 94.8 ذكر.
بلغ متوسط دخل الأسرة في المدينة 105,325 دولارًا، أما متوسط دخل العائلة فبلغ 108,822 دولارًا. وكان متوسط دخل الذكور 82,120 دولارًا مقابل 45,302 دولارًا للإناث. وسجل دخل الفرد الخاص بالمدينة 41,412 دولارًا. وكانت نسبة 1.8% من العائلات ونسبة 2.3% من السكان تحت خط الفقر، وكان من هؤلاء نسبة 3.1% تحت سن الثامنة عشر ونسبة 0% في الخامسة والستين من العمر وما فوق.

### تعداد عام 2010
بلغ عدد سكان بليسانتون 70,285 نسمة بحسب تعداد عام 2010، وبلغ عدد الأسر 25,245 أسرة وعدد العائلات 19,178 عائلة مقيمة في المدينة. في حين سجلت الكثافة السكانية 1,118.3 نسمة لكل كيلومتر مربع (2,896.4/ميل2). وبلغ عدد الوحدات السكنية 26,053 وحدة بمتوسط كثافة قدره 414.5 لكل كيلومتر مربع (1,073.6/ميل2).
وتوزع التركيب العرقي للمدينة بنسبة 66.95% من البيض و1.69% من الأمريكيين الأفارقة و0.32% من الأمريكيين الأصليين و23.22% من الأمريكيين ذوي الأصول الآسيوية و0.19% من سكان جزر المحيط الهادئ و2.85% من الأعراق الأخرى و4.77% من عرقين مختلطين أو أكثر و10.34% من الهسبانيون أو اللاتينيون من أي عرق.
بلغ عدد الأسر 25,245 أسرة كانت نسبة 42.7% منها لديها أطفال تحت سن الثامنة عشر تعيش معهم، وبلغت نسبة الأزواج القاطنين مع بعضهم البعض 64.2% من أصل المجموع الكلي للأسر، ونسبة 8% من الأسر كان لديها معيلات من الإناث دون وجود شريك، بينما كانت نسبة 3.8% من الأسر لديها معيلون من الذكور دون وجود شريكة وكانت نسبة 24% من غير العائلات. تألفت نسبة 19.3% من أصل جميع الأسر من عدة أفراد يعيشون في نفس المنزل ونسبة 7.3% كانت تتألف من شخص يعيش بمفرده يبلغ من العمر 65 عاماً أو أكثر. وبلغ متوسط حجم الأسرة المعيشية 2.77، أما متوسط حجم العائلات فبلغ 3.20.
بلغ العمر الوسطي للسكان 40.5 عاماً. وكانت نسبة 27.1% من القاطنين تحت سن الثامنة عشر، وكانت نسبة 6.2% بين الثامنة عشر والرابعة والعشرين عاماً، ونسبة 24.6% كانت واقعةً في الفئة العمرية ما بين الخامسة والعشرين والرابعة والأربعين عاماً، ونسبة 31.3% كانت ما بين الخامسة والأربعين والرابعة والستين، ونسبة 10.9% كانت ضمن فئة الخامسة والستين عاماً فما فوق. وتوزع التركيب الجنسي للسكان بنسبة 49% ذكور و51% إناث.

## المناخ
يظهر الجدول التالي التغييرات المناخية على مدار السنة لبليسانتون:
| البيانات المناخية لـبليسانتون     | البيانات المناخية لـبليسانتون | البيانات المناخية لـبليسانتون | البيانات المناخية لـبليسانتون | البيانات المناخية لـبليسانتون | البيانات المناخية لـبليسانتون | البيانات المناخية لـبليسانتون | البيانات المناخية لـبليسانتون | البيانات المناخية لـبليسانتون | البيانات المناخية لـبليسانتون | البيانات المناخية لـبليسانتون | البيانات المناخية لـبليسانتون | البيانات المناخية لـبليسانتون | البيانات المناخية لـبليسانتون |
| الشهر                             | يناير                         | فبراير                        | مارس                          | أبريل                         | مايو                          | يونيو                         | يوليو                         | أغسطس                         | سبتمبر                        | أكتوبر                        | نوفمبر                        | ديسمبر                        | المعدل السنوي                 |
| --------------------------------- | ----------------------------- | ----------------------------- | ----------------------------- | ----------------------------- | ----------------------------- | ----------------------------- | ----------------------------- | ----------------------------- | ----------------------------- | ----------------------------- | ----------------------------- | ----------------------------- | ----------------------------- |
| الدرجة القصوى °ف (°م)             | 75 (24)                       | 80 (27)                       | 88 (31)                       | 96 (36)                       | 104 (40)                      | 113 (45)                      | 112 (44)                      | 112 (44)                      | 115 (46)                      | 106 (41)                      | 90 (32)                       | 79 (26)                       | 115 (46)                      |
| متوسط درجة الحرارة الكبرى °ف (°م) | 58 (14)                       | 62 (17)                       | 65 (18)                       | 71 (22)                       | 77 (25)                       | 84 (29)                       | 89 (32)                       | 89 (32)                       | 86 (30)                       | 78 (26)                       | 65 (18)                       | 57 (14)                       | 73 (23)                       |
| متوسط درجة الحرارة الصغرى °ف (°م) | 37 (3)                        | 40 (4)                        | 42 (6)                        | 44 (7)                        | 48 (9)                        | 53 (12)                       | 55 (13)                       | 55 (13)                       | 53 (12)                       | 48 (9)                        | 42 (6)                        | 37 (3)                        | 46 (8)                        |
| أدنى درجة حرارة °ف (°م)           | 17 (−8)                       | 23 (−5)                       | 22 (−6)                       | 29 (−2)                       | 32 (0)                        | 30 (−1)                       | 36 (2)                        | 40 (4)                        | 35 (2)                        | 29 (−2)                       | 23 (−5)                       | 18 (−8)                       | 17 (−8)                       |
| الهطول إنش (مم)                   | 2.99 (76)                     | 2.77 (70)                     | 2.47 (63)                     | 0.96 (24)                     | 0.43 (11)                     | 0.09 (2.3)                    | 0.03 (0.76)                   | 0.08 (2.0)                    | 0.24 (6.1)                    | 0.84 (21)                     | 1.88 (48)                     | 2.04 (52)                     | 14.48 (368)                   |
| المصدر: The Weather Channel       |                               |                               |                               |                               |                               |                               |                               |                               |                               |                               |                               |                               |                               |

## أعلام
- جون كاهيل
- غريغ كريستيان
- إدوين هوكينز
- سكوت بيري
- راندال جاي كيرك
- صموئيل كونغ
- جيم أمارال
- داني باين
- فيبي هارست
- ديبي لي كارينغتون